# Pinus canariensis
Il pino delle Canarie (Pinus canariensis C.Sm., 1828) è una pianta arborea della famiglia delle Pinaceae, endemica delle isole Canarie.

## Descrizione
Il pino delle Canarie è una pianta sempreverde che cresce fino a 30-40 m di altezza e con 100-120 cm di diametro del tronco. È un pino subtropicale e non tollera le basse temperature o il gelo rigido, fino a temperature comprese tra -6 e -10 °C.

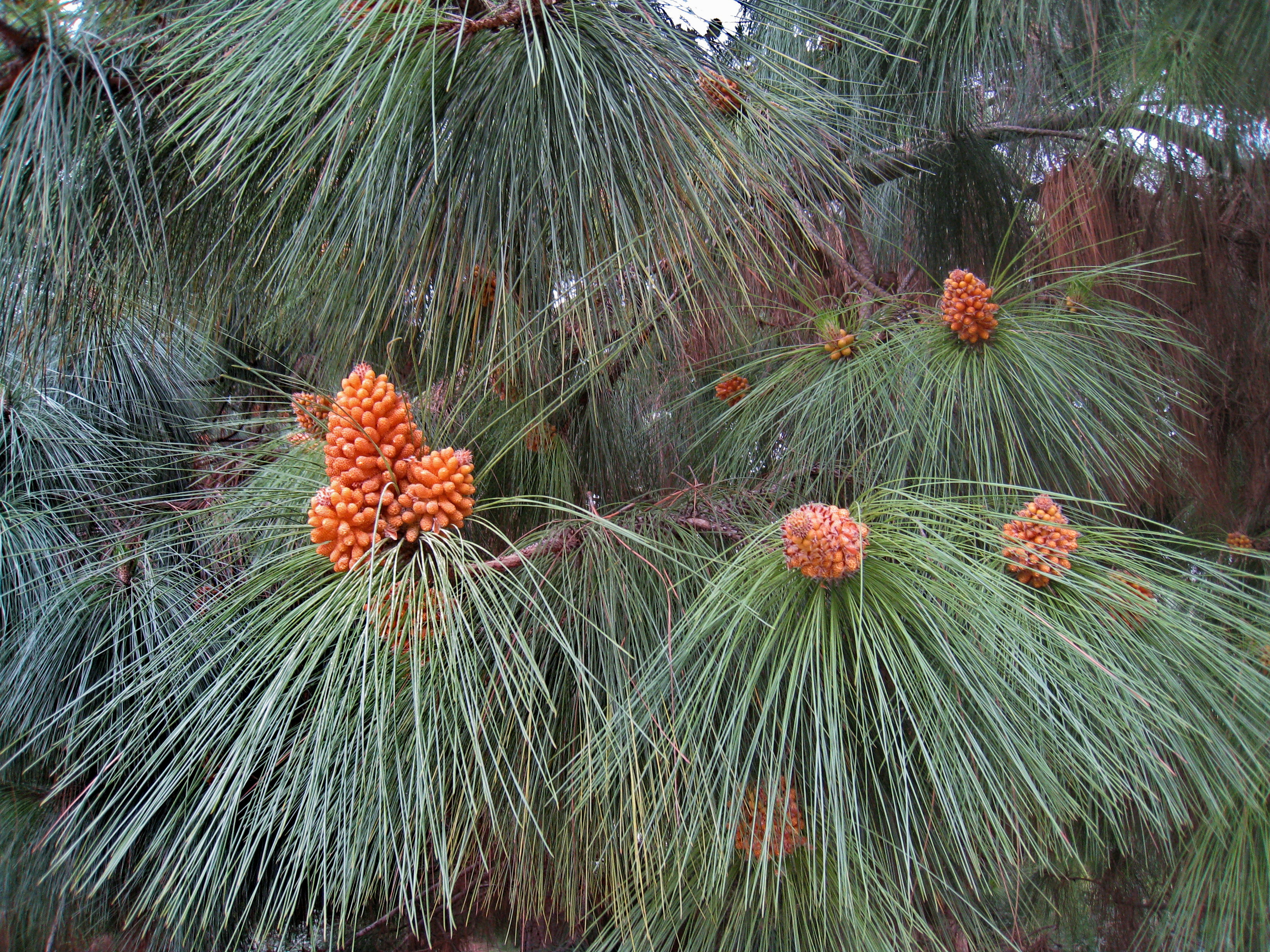
Particolare di foglie e infiorescenze

Le foglie da verde a giallo-verde sono aghi riuniti in fasci di tre, lunghi 20-30 cm; sono flessuosi e ricadono verso il basso alle estremità.
Gli aghi estremamente lunghi dell'albero contribuiscono in modo significativo all'approvvigionamento idrico delle isole, intrappolando grandi quantità di condensa dall'aria umida proveniente dall'Atlantico con il vento prevalente nord-orientale (localmente chiamato "alisios"). La condensa quindi cade a terra e viene rapidamente assorbita dal terreno, raggiungendo infine le falde acquifere sotterranee. 

Gli strobili sono grandi, lunghi tra 15 e 20 centimetri.
Caratteristica peculiare di questa specie è la sua capacità di emettere polloni dalla base del tronco, cosa estremamente rara nelle conifere.
Questo pino è una delle conifere più resistenti al fuoco del mondo ed è ampiamente coltivato come specie ornamentale. In Australia e in Sud Africa è sfuggito alla coltivazione e si sta rigenerando spontaneamente negli habitat naturali.